# Jocelyne
Jocelyne ist ein Vorname.

## Herkunft und Bedeutung
Der Name ist die französische weibliche Variante von Joscelin, siehe Jocelyn.
Varianten sind unter anderem Joselyn, Joslyn, Jocelin, Josceline, Josslyn, Joss (englisch), Josselin, Joceline, Josseline (französisch).

## Bekannte Namensträgerinnen (Auswahl)
- Jocelyne Béroard (* 1954), französische Sängerin
- Jocelyne Boisseau (* 1953), französische Schauspielerin
- Jocelyne Gout (* 1968), französische Fußballspielerin
- Jocelyne Lamoureux (* 1989), US-amerikanische Eishockeyspielerin und -trainerin
- Jocelyne Saucier (* 1948), ist eine kanadische Schriftstellerin
- Jocelyne Villeton (* 1954), französische Langstreckenläuferin